# Claes Sandels
Claes Claesson Sandels, född 23 januari 1911 i Mariestads församling i dåvarande Skaraborgs län, död 30 december 1994 i Oscars församling i Stockholm, var en svensk advokat, civilekonom och skattesakkunnig.
Sandels diplomerades från Handelshögskolan i Stockholm 1931 och  avlade juris kandidatexamen 1935 vid Stockholms högskola. Efter tingstjänstgöring var han ombudsman i Handelsbanken 1937–1943. Han bedrev egen advokatverksamhet i Stockholm 1943–1956 samt 1988–1994. Han var Stockholms Enskilda Banks, sedermera Skandinaviska Enskilda Bankens, bolagsskattesakkunnig 1956–1988 och nära medarbetare till Marcus Wallenberg. 
Sandels var ordförande i storbyggmästare Olle Engkvists stiftelse.
Sandels var bror till Gösta Sandels och Stina Sandels. I äktenskapet med Ulla Sandels (1915–2023), född Nordblad, föddes tre barn, av vilka märks Marianne Sandels. Han tillhörde adliga ätten nr 2006 Sandels, vars huvudman bor i USA. Av den anledningen har han jämte sonen mäklaren och ljudteknikern Claes Sandels representerat ätten i Sverige och Finland.[källa behövs]